# NGC 3413
NGC 3413 (другие обозначения — UGC 5960, MCG 6-24-24, ZWG 184.27, KUG 1048+330, IRAS10485+3301, PGC 32543) — линзообразная галактика (S0) в созвездии Малый Лев.
Этот объект входит в число перечисленных в оригинальной редакции «Нового общего каталога».
Галактика имеет мощный источник рентгеновского излучения около своего оптического центра.